# 서강일
서강일(徐強一, 1939년 7월 12일 ~ )은 대한민국의 전 권투 선수이다. 프로 통산 전적 52전 41승(13KO)11패.

## 생애
서울특별시 출신. 한국전쟁으로 가족이 뿔뿔이 흩어진 뒤 부산 고아원에서 성장. 고교 졸업후 서울에서 복싱을 시작. 당대의 이름난 지도자였던 김준호로부터 복싱을 배웠다. 1961년 프로 데뷔. 1962년 한국 페더급 챔피언.